# Alejandro Vergara
Alejandro Vergara (Malaga, 18 luglio 1997) è un attore spagnolo, noto per aver interpretato il ruolo di Tomás De Los Visos nella soap Il segreto (El secreto de Puente Viejo) e Abel Bueno nella soap "La Promessa"..

## Biografia
Alejandro Vergara è nato il 18 luglio 1997 a Malaga (Spagna), anni dopo si è trasferito a Madrid per intraprendere la carriera di recitazione.

## Carriera
Alejandro Vergara ha iniziato la sua formazione nel mondo della recitazione presso la scuola di teatro La Sala per proseguire gli studi presso la scuola superiore d'arte drammatica di Malaga. Ha completato la sua tecnica vocale e la formazione canora presso la scuola Estudio de la Voz.
Ha partecipato a spettacoli come ¿A quién te llevarías a una isla desierta?, adattamento di Ceres Machado di Sibila Teatro, dove ha interpretato il personaggio di Marcos per due stagioni. Nel 2017 è stato protagonista di Los trapos sucios no se lavan en casa, dove ha lavorato insieme ad attori di alto livello come Concha Galán, Mel Rocher e Jorge Roelas. È stato anche il protagonista de La omisión de la familia Coleman, uno spettacolo teatrale adattato e diretto da Javier Vázquez, dove ha dato vita al personaggio di Marito. Nel 2016 ha recitato nel cortometraggi Sin barrera diretto da Antonio Nuñez e in Me pones diretto da Álvaro Cuevas e Carlos Mérida.
Nel 2017 ha ricoperto il ruolo di Javier nel cortometraggio Pizza para tres diretto da Álvaro Ortiz. Nello stesso anno ha recitato nei cortometraggi Duérmete diretto da Fran Hook, in Duérmete diretto da Fran Hook, in El verano de este invierno diretto da Victor Castilla e in Eva diretto da Aitor Urbaneja. L'anno successivo, nel 2018, ha interpretato il ruolo di Chico Sonrisa Los amores cobardes diretto da Carmen Blanco. Nello stesso anno ha recitato nei cortometraggi No diretto da Adrián Vereda e in Un buen día diretto da Raúl Aibar. Nel 2019 si è unito a tre amici per formare la compagnia Carazapato teatro essendo In cammino verso le Dionisie la sua prima produzione e nella quale è attualmente immerso. Nello stesso anno ha ricoperto il ruolo di Pedro da giovane nel film Nonostante tutto (A pesar de todo) diretto da Gabriela Tagliavini.
Il suo primo lavoro televisivo è stato nel canale regionale Canal Sur, dove ha interpretato il ruolo di Edu in Éramos Unidos per 13 episodi. Alejandro ha anche partecipato alla serie in prima serata Toy Boy su Antena 3 dove ha interpretato il ruolo di Álvaro Rojas.
All'inizio del 2019 ha registrato, insieme a Belinda Washington, il cortometraggio Una mujer completa diretto da Ceres Machado. Il cortometraggio è stato nominato a livello internazionale in numerosi festival. Dal giugno 2019 al maggio 2020 si è unito al cast della dodicesima stagione della soap opera Il segreto (El secreto de Puente Viejo), dove ha interpretato il ruolo di Tomás De Los Visos, figlio della marchesa, interpretata da Silvia Marsó.
Nel 2020 ha interpretato il ruolo del segretario nella serie Le ragazze del centralino (Las chicas del cable). Nello stesso anno ha recitato nel film Rompe tu silencio diretto da Cristina Barón e Adrián Vereda Sempre nel 2020 ha preso parte al video musicale Rompe tu silencio di HAZE e diretto da Cristina Barón e Adrián Vereda. L'anno successivo, nel 2021, ha interpretato il ruolo di Sergio nella serie Todo lo otro. Nel 2022 ha ricoperto il ruolo di Kiko nella serie Desconocidas. Nello stesso anno ha recitato nei film La maniobra de la tortuga diretto da Juan Miguel del Castillo. Sempre nel 2022 ha recitato nel film televisivo Inestable diretto da Pablo Lavado e nei cortometraggi Randa 1976 diretto da Laura Río e in Variante diretto da Pablo Lavado. Nel 2023 ha vestito i panni di Raúl nella serie La ragazza di neve (La chica de nieve), quelli di Hugo nel film Reflejos de una habitación diretto da Ceres Machado e quelli di Juan nel cortometraggio Lo siento diretto da Jesús Noa ed è apparso nel cortometraggio No me dejes así diretto da Ceres Machado. Nel 2023 e nel 2024 ha ottenuto il ruolo di Abel Bueno nella soap opera La promessa (La promesa).

## Filmografia

### Cinema
- Los amores cobardes, regia di Carmen Blanco (2018)
- Nonostante tutto (A pesar de todo), regia di Gabriela Tagliavini (2019)
- Rompe tu silencio, regia di Cristina Barón e Adrián Vereda (2020)
- La maniobra de la tortuga, regia di Juan Miguel del Castillo (2022)
- Reflejos de una habitación, regia di Ceres Machado (2023)

### Televisione
- Éramos pocos – serie TV, 13 episodi (2017)
- Toy Boy – serie TV, 1 episodio (2019)
- Il segreto (El secreto de Puente Viejo) – soap opera, 163 episodi (2019-2020)
- Le ragazze del centralino (Las chicas del cable) – serie TV, 1 episodio (2020)
- Todo lo otro – serie TV, 1 episodio (2021)
- Desconocidas – serie TV, 8 episodi (2022)
- Inestable, regia di Pablo Lavado – film TV (2022)
- La ragazza di neve (La chica de nieve) – serie TV, 1 episodio (2023)
- La promessa (La promesa) – soap opera, 190 episodi (2023-2024)

### Cortometraggi
- Sin barrera, regia di Antonio Nuñez (2016)
- Me pones, regia di Álvaro Cuevas e Carlos Mérida (2016)
- Pizza para tres, regia di Álvaro Ortiz (2017)
- Duérmete, regia di Fran Hook (2017)
- El verano de este invierno, regia di Victor Castilla (2017)
- Eva, regia di Aitor Urbaneja (2017)
- No, regia di Adrián Vereda (2018)
- Un buen día, regia di Raúl Aibar (2018)
- Una mujer completa, regia di Ceres Merchado e Ceres Machado (2019)
- Randa 1976, regia di Laura Río (2022)
- Variante, regia di Pablo Lavado (2022)
- Lo siento, regia di Jesús Noa (2023)
- No me dejes así, regia di Ceres Machado (2023)

### Video musicali
- Rompe tu silencio di HAZE, regia di Cristina Barón e Adrián Vereda (2020)

## Teatro
- La escenita, diretto da Manu chico (2016)
- Los trapos sucios no se lavan en casa, diretto da Ceres Machado (2017)
- ¿A quién te llevarías a una isla desierta?, diretto da Ceres Machado (2017-2019)
- Mucho ruido y pocas nueces, diretto da Cristina García (2018)
- Caperucita y el lobo, diretto da Ceres Machado (2018)
- La omisión de la familia Coleman, diretto da Javier Vázquez (2019)
- De camino a las Dionisias, diretto da Nicolás Colón (2019)
- Donde mueren las palabras, direzione e drammaturgia di Ángel Caballero (2020)
- Bodas de sangre, diretto da Ceres Machado (2021)
- A solas con lorca, diretto da Ceres Machado (2021)

## Doppiatori italiani
Nelle versioni in italiano dei suoi film e delle sue serie TV, Alejandro Vergara è stato doppiato da:
- David Vivanti[8] ne Il segreto,[9]La promessa